# Palača knezoškofa Münstra
Palača knezoškofa Münstra je grad-palača zgrajena v Münstru v Nemčiji je v letih 1767-1787 v baročnem slogu stanovanjskega gradu za münstrskega predzadnjega knezoškofa Maksimilijana Friedricha von Königsegg-Rothenfelsa. Arhitekt je bil Johann Conrad Schlaun. Od leta 1954 je sedež in simbol Univerze v Münstru (Westfälische Wilhelms-Universität Münster). Grad je zgrajen iz tipičnega baumberškega peščenjaka.

## Opis
Schlaun je zasnoval grad v osnovni obliki visoke baročne rezidence. Kot gradbeni material je izbral očarljivo kombinacijo svetlega peščenjaka iz Baumbergov za vence, pilastre in dekoracijo ter rdeče opeke za površine. Nad pritličjem, ki se je večinoma uporabljalo v komercialne namene, je prestižno glavno nadstropje (piano nobile), nad njim nižje bivalno nadstropje in podstrešne sobe. Stavba kaže popolno simetrijo. Glavna stavba se razteza v smeri sever-jug in ima na obeh straneh dve enako visoki, pravokotni, na vzhod usmerjeni, relativno kratki krili, tako da se pojavi še eno Cour d'honneur (častno dvorišče). Vsa pozornost prihaja iz mestne strani, ki je široka, dvignjena v strešnem predelu in okronana z lanterno, na širokem osrednjem rizalitu z glavnim portalom. Njena fasada je okrašena s starinskim pedimentom in apoteozo knezoškofa z glasbenimi angeli. Za Schlauna je še posebej značilna dvojna, konkavno-konveksna zavitost tega fasadnega območja.

## Zgodovina

### Zgodovina gradnje
Srednjeveška rezidenca škofov je bila Fürstenhof am Domplatz. Od leta 1661 je bila hiša samostanskih bratov na Krummen Timpen mestna rezidenca knezoškofov. Kmalu zatem so načrtovali gradnjo reprezentativnega gradu, ki je ostala nerealizirana. [1]
Sedanji grad je bil zgrajen na vzhodnem območju današnjega, zlahka prepoznaven po svojih bastijonih ki so počivali na ostankih zgodnje baročne citadele Paulsburg, današnji Botanični vrtovi. Trdnjava Munster je bila zgrajena na domnevno srednjeveški predhodnika od 1661 do približno 1700-ih. Glede na hudo uničenje mesta v sedmletni vojni je Franz Freiherr von Fürstenberg, minister škofije Münster pod knezoškofom Maksimilijanom Friedrich von Koenigsegg-Rothenfelsom, po vojni leta 1764 odredil rušenje utrdb.
Johann Conrad Schlaun je svoje prvotne načrte pripravil leta 1732, da bi zgradil bivališče na tej lokaciji. Začela se je izgradnja samostanske cerkve, toda nikoli ni bila končana. Šele po koncu sedmletne vojne in razgradnji mestnih utrdb, je nadškof izdal, predvsem na zahtevo münstrskega plemstva, pogodbo za izgradnjo stanovanjske palače na mestu nekdanje trdnjave, ki je trajala od 1767 do 1787. Postavitev temeljnega kamna je potekala 26. avgusta 1767.
Za gradnjo te stanovanjske palače Johann Conrad Schlaun izdelal splošni načrt, po katerem naj bi vodil delo. Določil je, da je treba hleve postaviti na obeh straneh pred gradom. Spredaj mora stati stražarnica, znana tudi kot Kavalierhäuser, da se omeji častno dvorišče pred gradom, na grajskem posestvu je treba ustvariti veliko zelenico med gradom in mestom. Na hrbtni strani gradu je Schlaun načrtoval velik vrt po francoskih idealih.
Do Schlaunove smrti leta 1773 so bila zaključena zunanja širitev gradu, severnem hlevi, severna stražarnica in notranjosti južnega krila. Naslednik je bil Wilhelm Ferdinand Lipper, sledilec klasicizma. Ta ni mogel uveljaviti pri naročniku predloge za spremembo načrtov fasad, vendar pa je bilo dovoljeno, da obstoječo notranjost spremeni v klasicističnem slogu.
Od Schlaunovega načrta je Lipper zgradil še južno stražarnico, medtem ko južni hlevi in gospodarska poslopja niso bila zgrajena. Grajski vrt za gradom, ki ga je zasnoval Schlaun po francoskem modelu, je nadomestil Lipper po angleškem vzoru.

### Uporaba kot residenca
Načelnik stavbe, knezoškof Maksimilijan Friedrich, je umrl leta 1784, tri leta pred zaključkom gradnje. Njegov naslednik Maksimilijan Franz Avstrijski, kot Maksimilijan Friedrich hkrati knezonadškof Kölna, je ostal več v svojem  domu v Bonnu kot v Münstru. Po koncu nadškofije Münster z Reichsdeputationshauptschluss, je rezidenčni grad izgubil funkcijo, za katero je bila zgrajen.
Leta 1803 se je v grad preselil pruski civilni upravitelj Freiherr vom Stein in generalfeldmaršal Gebhard Leberecht von Blücher. Od leta 1815 je bil grad sedež glavnega predsednika in poveljnika province Vestfalija.
V tem času, 27. oktobra 1897, je izdelan in razstavljen vestfalski spomenik cesarja Viljema I., za rojstni dan princa Friedricha Karla. Njegov sin, princ Friedrich Leopold, je predstavljal cesarja pri odkrivanju spomenika. Avtor konjeniškega kipa je bil kipar Friedrich Reusch iz Königsberga, podstavek je zasnoval berlinski arhitekt Bruno Schmitz. Spomenik je stal na trgu ravno v osi gradu.
Po koncu prve svetovne vojne so na grajskem vrtu postavili dva spomenika:
- Stoječi vojak je bil leta 1923 odkrit po načrtu kiparja Alexandra Frerichmanna v spomin artilerijskega polka št. 22.
- Lotarinški križ sta ustvarila Albert Mazzotti in Wilhelm Wucherpfennig; odkrit je bil leta 1920 v spomin artilerijskega polka št. 69.

Oba spomeniki sta navedena kot zgodovinska spomenika.  Leta 1987 je umetnik Jenny Holzer dopolnil ansambel s petimi kamnitimi klopi, da bi spodbudil razmišljanje ob projektih kiparstva. 

### Grad v času nacionalsocializma
V času nacionalsocializma je bilo pritličje gradu sedež državnega organa za gradnjo, v drugem nadstropju je živel Gauleiter Westfalen-Nord, Alfred Meyer. V kleti gradu je bilo postavljenih več zavetišč pred zračnimi napadi, izdelane so bile priprave za protipožarno zaščito, med drugim so bila vrata v požarnih zidovih oblečena s pločevino, postavili pa so tudi zaboje za peskom in vodo. Od januarja do aprila 1943 je v gradu za propagandne namene potekala umetniška razstava s slikami in lesenimi deli.
Trg pred gradom je bil pogosto kraj za parade Gaus Westfalen Nord.

### Uničenje v drugi svetovni vojni
V času druge svetovne vojne je bil grad močno poškodovan. Prvi bombni napad leta 1941 je uničil podstrešje, vendar so ogenj pogasili. Na trgu eksplodirane bombe so uničile vsa okna na sprednji strani. Te poškodbe so bile popravljene.
Konjeniški kip cesarja Viljema I. so 22. avgusta 1942 sneli in bron uporabili za izdelavo orožja.
25. marca 1945 je bil grad ponovno bombardiran, nato pa gorel več dni, saj gasilci niso mogli pripeljati gasilska vozila po porušenih ulicah do gradu. Kljub požaru so dele naprav (vrata, pohištvo, tekstil in stenske plošče), lahko rešili. Od samega gradu so ostale le zunanje stene večinoma nespremenjene, deli severnega krila so že od novembra 1945 prevzeli obrtniki. Od zgodovinske stavbe je ostala le nekdanja kapela v južnem krilu gradu. 

### Rekonstrukcija
Po požaru so bili ostanki vremensko ranljivi. Načrtov za impregniranje zidarskih krošenj ni bilo mogoče uresničiti, ker za gradbeni oder ni bilo na voljo lesa. Zato prekritje ni bilo mogoče.
Britanske okupacijske sile so nameravale porušiti ostanke gradu, da bi zagotovile prostor za oskrbovalne enote svojih enot. Vendar pa je bil ta načrt opuščen po nasilnih protestih nemških organov. Rekonstrukcija se je začela leta 1946 po uničenju univerzitetnih stavb in grad je bil razvrščen kot »manj uničena stavba«. Tako je novembra 1946 pokrajinski konzervator Wilhelm Rave predstavil načrte, ki so zgradbo predstavljali kot »upravno in predavalniško stavbo državne univerze«. Ti načrti so morali ponovno uporabiti zunanje stene, da ne bi postavili nove temelje.
Ta načrt sta sprejela Ministrstvo za obnovo in Regionalni svet. Torej leta 1946 so začeli čiščenje, še vedno so stale notranje stene raztrgane. Aprila 1947 je bilo s pomočjo zdaj razpoložljive težke opreme izdano uradno dovoljenje za gradnjo, lahko so bile odstranjene ruševine. Raveove načrte je zasnoval arhitekt Hans Malwitz in temeljil na njegovem delu, ko so se začela avgusta 1947. Že januarja 1949 so bila prva predavanja v južnem krilu. Cerkev (razen osrednjega paviljona) je bila zgrajena v maju 1949, julija pa je bila tudi slovesna otvoritev. Že v poletnem semestru leta 1950 so med gradbenimi deli v gradu potekala predavanja kljub manjkajočim lažnim stropom.
Nazadnje, leta 1954 je grad postal uradni sedež Vestfalske Viljemove univerze. Med obnovo je bilo prvotno načrtovano, da se je v tretjem nadstropju razširila predavalnica "S10" v največjo predavalnico univerze, kar bi pomenilo opuščanje stolpa in ugodnejšo rešitev. Zaradi ugovora državnega konzervatorja se ta rekonstrukcija ni realizirala, tako da se je stolp vrnil na streho gradu, skupaj z zvončki, ki jih je mogoče slišati tudi od leta 1954.
Stroški rekonstrukcije so bili okoli 2,5 milijona Reichsmark. Uporabljenih je bilo 1,9 milijona opek, 50 000 ploščic, 800 ton cementa, 150 ton apna in 1000 m2 stekla.
Grad je danes reprezentativni simbol Univerze v Vestfaliji in je tudi stiliziran v logotipu.
Skoraj vse Schlaunove zaključene stavbe uporablja univerza. V glavni stavbi je poleg Rektorata in uprave ter predavalnic S1, S2, S6, S8, S9 in S10 še avditorij.
Grajski vrt je tudi Botanični vrt, ki je bil dolgo časa sedež ob koncu 19. stoletja ustanovljenega Inštituta za botaniko Oddelka za biologijo. Ta je zdaj v sodelovanju z Inštitutom za molekularno celično biologijo in Inštitutom za zoofiziologijo v severni konjušnici.

## Posebnosti
Trikrat na dan zvoni 18 zvoncev na strehi gradu. Programiranih je skupno deset različnih pesmi, eno za drugo, vključno z Vedno dobro in pravično, Mi molimo in Misli so svobodne. Poleg tega zvonci objavijo čas vsakih petnajst minut. Čeprav je videti kot del prvotnega gradu iz 18. stoletja, karilon ni bil nameščen vse do leta 1954.
Še ena posebnost je letni turnir zmagovalcev, vrhunski jahalni turnir, ki ga vodi Westfälische Reiterverein. 
Na trgu Schlossplatz so v petek zvečer tudi ognjemeti na letnem Volksfestu.